# Мали Црљени
Мали Црљени је насеље у градској општини Лазаревац у граду Београду. Према попису из 2022. било је 742 становника.

## Историја
Мали Црљенци су источно од Лазаревца. По попису из 1921. године село је имало 94 куће са 530 становника. Не зна се када је ово насеље постало. У првим десетинама 18. века, за време аустријске владавине не помиње се, а исто тако га нема ни у арачким списковима из првих деценија 19. века. У првим деценијама 18. века помињу се као насељено место Зеоке (Seozij ), а у првим десетинама 19. века такође се помињу Зеоке, које су имале 1818. године 28 кућа.
По предању на месту данашње Пркосаве некада је био забран, који је припадао Црљенцима и ту је било Збеговиште.
У најстарије породице се убрајају: Живановићи, Живоиновићи, Смиљанићи, Благојевићи и Марковићи, који су овамо дошли из Срема у међувремену од 1788-1804. године; затим Карићи, Васиљевићи, старином од Сјенице, Ђорђевићи, Пантелићи и Лазаревићи, старином од Новог Пазара; Трговићи чији су стари дошли из Босне и Миловановићи који су досељени из околине Невесиња. Живановића,Трговића и Карића више нема у Малим Црљенима.Ово су и највеће породице са највећим бројем кућа. Остало су мање породице које су дошле из околних села, или су огранци старијих породица које смо напред поменули. (подаци крајем 1921. године).
Овде је 22. децембра 1943. формирана Привремена шумадијска бригада НОВЈ.

## Демографија
У насељу Мали Црљени живи 708 пунолетних становника, а просечна старост становништва износи 41,2 година (40,3 код мушкараца и 42,3 код жена). У насељу има 259 домаћинстава, а просечан број чланова по домаћинству је 3,42.
Ово насеље је великим делом насељено Србима (према попису из 2002. године).
|  |

| Демографија | Демографија | Демографија |
| Година      | Становника  | Становника  |
| ----------- | ----------- | ----------- |
| 1948.       | 791         |             |
| 1953.       | 804         |             |
| 1961.       | 1.043       |             |
| 1971.       | 868         |             |
| 1981.       | 890         |             |
| 1991.       | 930         | 917         |
| 2002.       | 885         | 891         |

| Етнички састав према попису из 2002.‍ | Етнички састав према попису из 2002.‍ | Етнички састав према попису из 2002.‍ | Етнички састав према попису из 2002.‍ | Етнички састав према попису из 2002.‍ |
| ------------------------------------ | ------------------------------------ | ------------------------------------ | ------------------------------------ | ------------------------------------ |
|                                      |                                      |                                      |                                      |                                      |
| Срби                                 | Срби                                 |                                      | 882                                  | 99,66%                               |
| непознато                            | непознато                            |                                      | 1                                    | 0,11%                                |

| Година пописа     | 1948. | 1953. | 1961. | 1971. | 1981. | 1991. | 2002. |
| ----------------- | ----- | ----- | ----- | ----- | ----- | ----- | ----- |
| Број домаћинстава | 147   | 160   | 252   | 223   | 236   | 262   | 259   |

| Број чланова      | 1  | 2  | 3  | 4  | 5  | 6  | 7 | 8 | 9 | 10 и више | Просек |
| ----------------- | -- | -- | -- | -- | -- | -- | - | - | - | --------- | ------ |
| Број домаћинстава | 38 | 63 | 40 | 43 | 38 | 24 | 9 | 4 | 0 | 0         | 3,42   |

| Пол    | Укупно | Неожењен/Неудата | Ожењен/Удата | Удовац/Удовица | Разведен/Разведена | Непознато |
| ------ | ------ | ---------------- | ------------ | -------------- | ------------------ | --------- |
| Мушки  | 366    | 96               | 240          | 21             | 9                  | 0         |
| Женски | 365    | 51               | 241          | 65             | 8                  | 0         |
| УКУПНО | 731    | 147              | 481          | 86             | 17                 | 0         |

| Пол    | Укупно                    | Пољопривреда, лов и шумарство | Рибарство                            | Вађење руде и камена | Прерађивачка индустрија       |
| ------ | ------------------------- | ----------------------------- | ------------------------------------ | -------------------- | ----------------------------- |
| Мушки  | 191                       | 4                             | 0                                    | 127                  | 5                             |
| Женски | 84                        | 13                            | 0                                    | 20                   | 10                            |
| УКУПНО | 275                       | 17                            | 0                                    | 147                  | 15                            |
| Пол    | Производња и снабдевање   | Грађевинарство                | Трговина                             | Хотели и ресторани   | Саобраћај, складиштење и везе |
| Мушки  | 0                         | 43                            | 1                                    | 1                    | 5                             |
| Женски | 1                         | 3                             | 9                                    | 12                   | 2                             |
| УКУПНО | 1                         | 46                            | 10                                   | 13                   | 7                             |
| Пол    | Финансијско посредовање   | Некретнине                    | Државна управа и одбрана             | Образовање           | Здравствени и социјални рад   |
| Мушки  | 0                         | 0                             | 1                                    | 0                    | 1                             |
| Женски | 0                         | 0                             | 1                                    | 6                    | 5                             |
| УКУПНО | 0                         | 0                             | 2                                    | 6                    | 6                             |
| Пол    | Остале услужне активности | Приватна домаћинства          | Екстериторијалне организације и тела | Непознато            | Непознато                     |
| Мушки  | 0                         | 0                             | 0                                    | 3                    | 3                             |
| Женски | 1                         | 0                             | 0                                    | 1                    | 1                             |
| УКУПНО | 1                         | 0                             | 0                                    | 4                    | 4                             |